# Rywalizacja Chelsea z Tottenhamem
Rywalizacja Chelsea z Tottenhamem, znana również jako Derby północno-zachodniego Londynu (ang. North West London derby) – nazwa meczów piłkarskich pomiędzy dwoma klubami z Londynu – Chelsea F.C. i Tottenhamem Hotspur. Chelsea rozgrywa domowe mecze na Stamford Bridge, a Tottenham na Tottenham Hotspur Stadium (wcześniej grał na White Hart Lane).                   

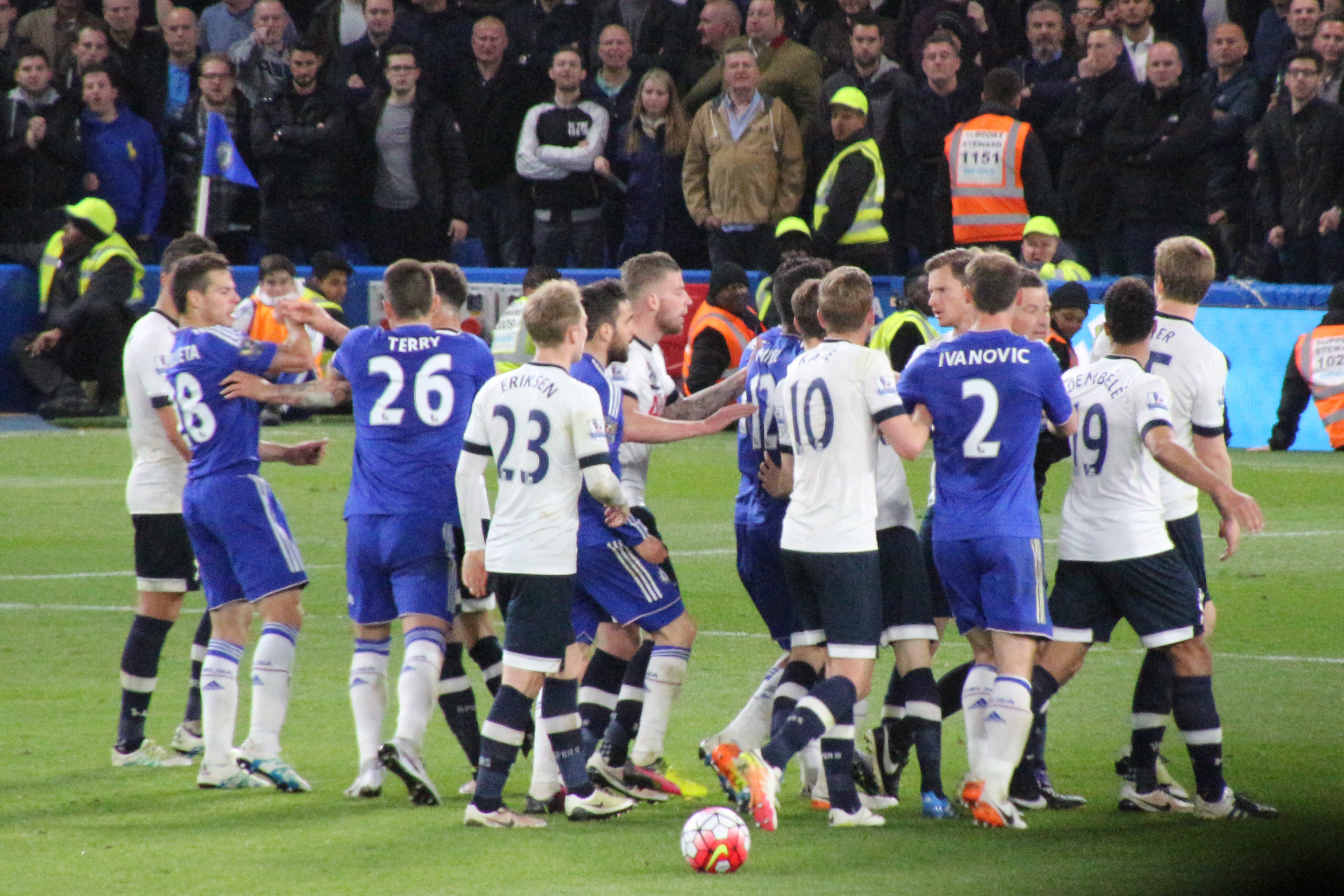
Przepychanka między graczami w meczu Chelsea–Tottenham, 2 maja 2016

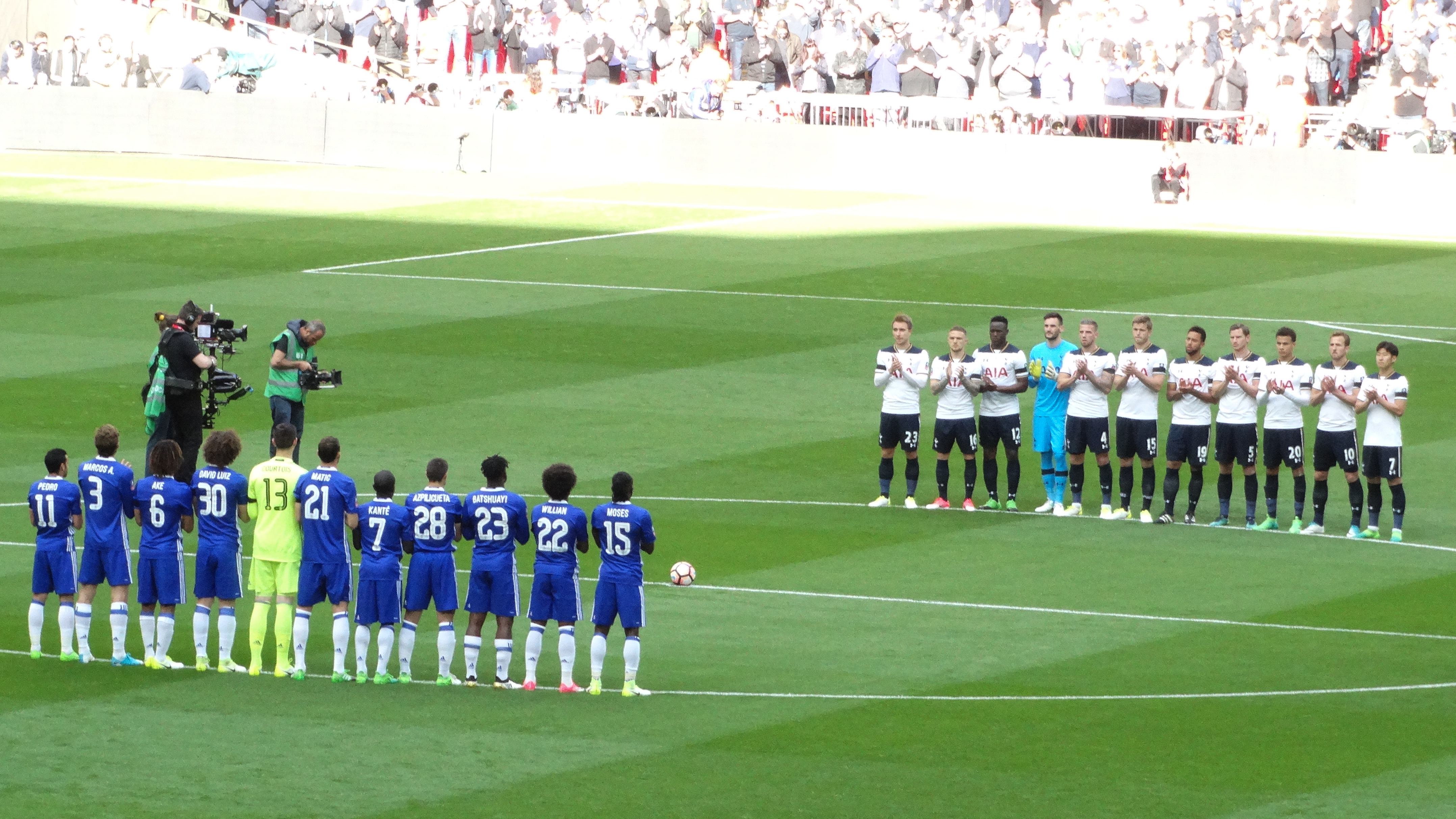
Zawodnicy Chelsea i Tottenhamu przed meczem półfinałowym Pucharu Anglii, 2017.

## Statystyki meczów
Na podstawie:
| Rozgrywki krajowe                             | Zwycięstwa Chelsea | Remisy | Zwycięstwa Tottenhamu |
| --------------------------------------------- | ------------------ | ------ | --------------------- |
| Football League First Division/Premier League | 61                 | 37     | 47                    |
| Puchar Anglii                                 | 6                  | 2      | 4                     |
| Puchar Ligi Angielskiej                       | 5                  | 3      | 3                     |
| Razem                                         | 72                 | 42     | 54                    |

## Porównanie sukcesów
Na podstawie: 
| Rozgrywki europejskie                         | Chelsea | Tottenham Hotspur |
| --------------------------------------------- | ------- | ----------------- |
| Liga Mistrzów                                 | 2       | 0                 |
| Puchar UEFA/Liga Europy                       | 2       | 3                 |
| Puchar Zdobywców Pucharów                     | 2       | 1                 |
| Superpuchar Europy                            | 1       | -                 |
|                                               |         |                   |
| Rozgrywki krajowe                             | Chelsea | Tottenham Hotspur |
| Football League First Division/Premier League | 6       | 2                 |
| Puchar Anglii                                 | 8       | 8                 |
| Puchar Ligi Angielskiej                       | 5       | 4                 |
| Full Members Cup                              | 2       | -                 |
| Tarcza Wspólnoty                              | 4       | 7                 |
| Razem                                         | 31      | 24                |

## Najwyższe frekwencje na meczach obu drużyn
- 100 000; Tottenham – Chelsea 2:1, 20 maja 1967, Puchar Anglii, Wembley[6][7]
- 89 294; Chelsea – Tottenham 2:0, 1 marca 2015, Puchar Ligi Angielskiej, Wembley[8]
- 87 660; Chelsea – Tottenham 1:2, 24 lutego 2008, Puchar Ligi, Wembley[9]
- 86 355; Chelsea – Tottenham 4:2, 22 kwietnia 2017 r., Puchar Anglii, Wembley[10]
- 85 731; Tottenham – Chelsea 1:5, 15 kwietnia 2012, Puchar Anglii, Wembley[11]
- 76 000; Chelsea – Tottenham 0:4, 16 października 1920 r., Football League First Division, Stamford Bridge[12]
- 73 587; Tottenham – Chelsea 1:2, 20 sierpnia 2017, Premier League, Wembley[13]
- 70 123; Chelsea – Tottenham 2:0, 8 stycznia 1964, Puchar Ligi, Stamford Bridge[14]
- 66 398; Tottenham – Chelsea 4:0, 26 stycznia 1957, Puchar Anglii, White Hart Lane[15]